# Погожья Балка
Погожья Балка — хутор в Ольховском районе Волгоградской области, в составе Нежинского сельского поселения.
Население - 157 (2010)

## История
В 1928 году хутор входил в состав сельсовета 6-го района Арчедино-Чернушинской волости Усть-Медведицкого округа Сталинградской губернии. В том же году включён в состав Ольховского района Камышинского округа Нижневолжского края. В 1930 году хутор стал центром 6-го (русского) группового сельсовета. В 1954 году	Дудачинский, Пятый групповой и 6-й групповой сельсоветы Ольховского района были объединены в один Дудачинский сельсовет с центром в посёлке Дудачный.
В 1963 году в связи с расформированием Ольховского района Дудаченский сельский совет был передан в состав Фроловского района. В 1966 году Дудаченский сельский совет был переименован в Нежинский сельский совет. В том же году Нежинский сельский совет был передан в состав вновь образованного Ольховского района.

## География
Хутор расположен на западе Ольховского района в степной зоне в пределах Приволжской возвышенности, относящейся к Восточно-Европейской равнине, в балке Погожья (бассейн реки Арчеды). В окрестностях хутора распространены тёмно-каштановые почвы.
По автомобильным дорогам расстояние до центра Волгограда составляет 190 км, до районного центра посёлка Ольховка - 27 км, до посёлка Нежинский - 8,7 км, до ближайшего города Фролово - 56 км.
Часовой пояс
Хутор Погожья Балка, как и вся Волгоградская область, находится в часовой зоне МСК (московское время). Смещение применяемого времени относительно UTC составляет +3:00.

## Население
Динамика численности населения
| 1987 | 2002 |
| ---- | ---- |
| ≈250 | 192  |

| 2010 |
| ---- |
| 157  |